# Comando de Caza
El Comando de Caza (Fighter Command) fue uno de los tres comandos funcionales que tuvo la Real Fuerza Aérea británica (RAF) a mediados del siglo XX. Fue creado en 1936 para reflejar el hecho de que mientras la RAF se expandía antes de la Segunda Guerra Mundial, un control más especializado de los diferentes tipos de aviones (cazas, bombarderos, de patrulla marítima) estaba teniendo lugar y era necesario.

## Los orígenes
El principal impulsor y promotor de esta nueva perspectiva, organización y control en las Fuerzas Aéreas Británicas fue el Mariscal en jefe del aire (ACM, del inglés Air Chief Marshall) Sir Hugh Dowding, él mismo dirigió el Comando de Caza, junto a Keith Park -Vicemariscal del Aire-, durante la Batalla de Francia y la Batalla de Inglaterra.
Ambos personajes abogaban por un estilo de defensa distinto y nuevo, confiaban en la detección temprana de invasiones (RDF), en golpear eficaz y rápidamente al enemigo para rearmarse, en un combate sobre suelo británico, evitando así pérdidas inútiles de pilotos -los cuales no sobraban precisamente- como podría suceder con los ataques sobre el continente y el bombardeo ofensivo de posiciones enemigas, sobre estas ideas que proclamaba la facción conservadora de la RAF y sus máximos representantes como Leigh-Mallory en el Mando de Bombardeo, Dowding contestaba:

«De qué nos sirven los bombardeos ofensivos sino podemos defender nuestras bases con cazas defensivos.»
ACM sir Hugh Dowding

### La creación y el Radar (RDF)
Ya desde 1935, Dowding como miembro del Consejo Aeronáutico de Investigación y Desarrollo de la RAF, impulsó activamente la investigación de ese novedoso artefacto de radiodetección electrónica, RDF en estas postrimerías, y junto a "sus chicos" solicitaron la creación de una cadena costera de detección basada en el radar que serviría de principal apoyo al, aún en proyecto, Comando de Caza.
De esta manera, con Dowding ascendido a Mariscal en jefe del aire, se forjaron los cimientos de la defensa de Inglaterra y el 6 de julio de 1936 oficialmente entraba en servicio un nuevo mando aéreo independiente: el Comando de Caza de la RAF, con Hugh Dowding como Comandante en Jefe y Keith Park como Comandante del Grupo n.º 11 en la zona caliente (aeródromos del Sudeste) de la defensa.
Así, una vez finalizada la Batalla de Inglaterra, pese a que ambos oficiales (Dowding y Park) fueron los verdaderos arquitectos de la defensa de Inglaterra desde este Comando de Caza, acabaron siendo destituidos por las discrepancias con algunas de estas vacas sagradas de la RAF en esa época tales como Hugh Trenchard y sus influencias en las altas esferas del ejército británico.

## La Batalla de Inglaterra
Durante los años que siguieron a la creación del Comando de Caza, el comando se expandió enormemente y reemplazó sus escuadrones de obsoletos biplanos con dos de los más famosos aviones volados por la RAF, el Hawker Hurricane y el Supermarine Spitfire. La mayor prueba que tuvo que soportar el comando fue a mediados de 1940 cuando la Luftwaffe alemana lanzó una ofensiva aérea contra Gran Bretaña con el objetivo de conseguir la superioridad aérea sobre el Canal de la Mancha y Gran Bretaña, que era el requisito necesario para que las fuerzas armadas del Reich pudiesen efectuar una invasión de las islas por medio de un ataque anfibio (cuyo nombre en código era Operación León Marino).
Para hacer frente a esta ofensiva, el Comando de Caza fue dividido en diversos Grupos de Caza, cada uno controlando los cielos de una parte del Reino Unido. El Grupo N.º 11 estaba a cargo de la defensa del sudeste de Inglaterra y de Londres, por lo que soportó el mayor peso de los ataques. Fue reforzado por el Grupo N.º 10 que se encargó de controlar el espacio aéreo del sudoeste de Gran Bretaña y por el Grupo N.º 12 que cubría las regiones de Midlands (Tierras del medio) y del norte de Gran Bretaña. Finalmente los alemanes no pudieron conseguir su objetivo por lo que la temida invasión a las islas británicas no tuvo lugar, sin embargo, la RAF estuvo a punto de sucumbir ante la presión ofensiva de la Luftwaffe y sólo pudo sobrevivir utilizando todas sus reservas. El problema de la RAF jamás fue la escasez de aviones sino la de pilotos, ya que los pilotos estaban siendo derribados más rápido de lo que podían ser entrenados.
Después de la batalla, el Comando de Caza tardó unos cuantos meses para recuperarse totalmente de los ataques y pasar a la ofensiva.

## Ganando la superioridad aérea sobre la Luftwaffe
A comienzos de 1941, el Comando de Caza comenzó la difícil tarea de obtener la superioridad aérea sobre el noroeste de Francia (en ese momento ocupada por los alemanes). Varios tipos de operaciones de caza de corto alcance fueron probadas en un intento de embarcar a la Luftwaffe en una guerra de desgaste y de mantener una fuerza de cazas en Francia, sobre todo luego del ataque alemán a la Unión Soviética en junio de ese mismo año. Numerosos Spitfire fueron enviados junto con pequeños grupos de bombarderos medianos en un intento, muchas veces vano, de atraer a los cazas alemanes al combate. Estas operaciones tuvieron lugar a lo largo de 1941 y los resultados no fueron los esperados. Casi todos los factores que habían permitido al Comando de Caza ganar la Batalla de Inglaterra estaban ahora revertidos. Por ejemplo, en 1940, los pilotos británicos que eran derribados y sobrevivían, por lo general caían sobre las islas británicas y eran rápidamente enviados de vuelta a sus escuadrones. En 1941, sobre Francia, un piloto derribado caía prisionero de guerra casi con total seguridad. Durante ese año, el Comando de Caza de la RAF declaró haber derribado 731 aviones de la Luftwaffe (aunque sólo 236 fueron cazas) mientras que el comando perdió 530 aviones. A fines de 1941, apareció un nuevo caza de la Luftwaffe, el Focke-Wulf Fw 190, que era muy superior al Spitfire Mark V que operaban los pilotos del comando, por lo que sus misiones en 1942 iban a ser mucho más difíciles.

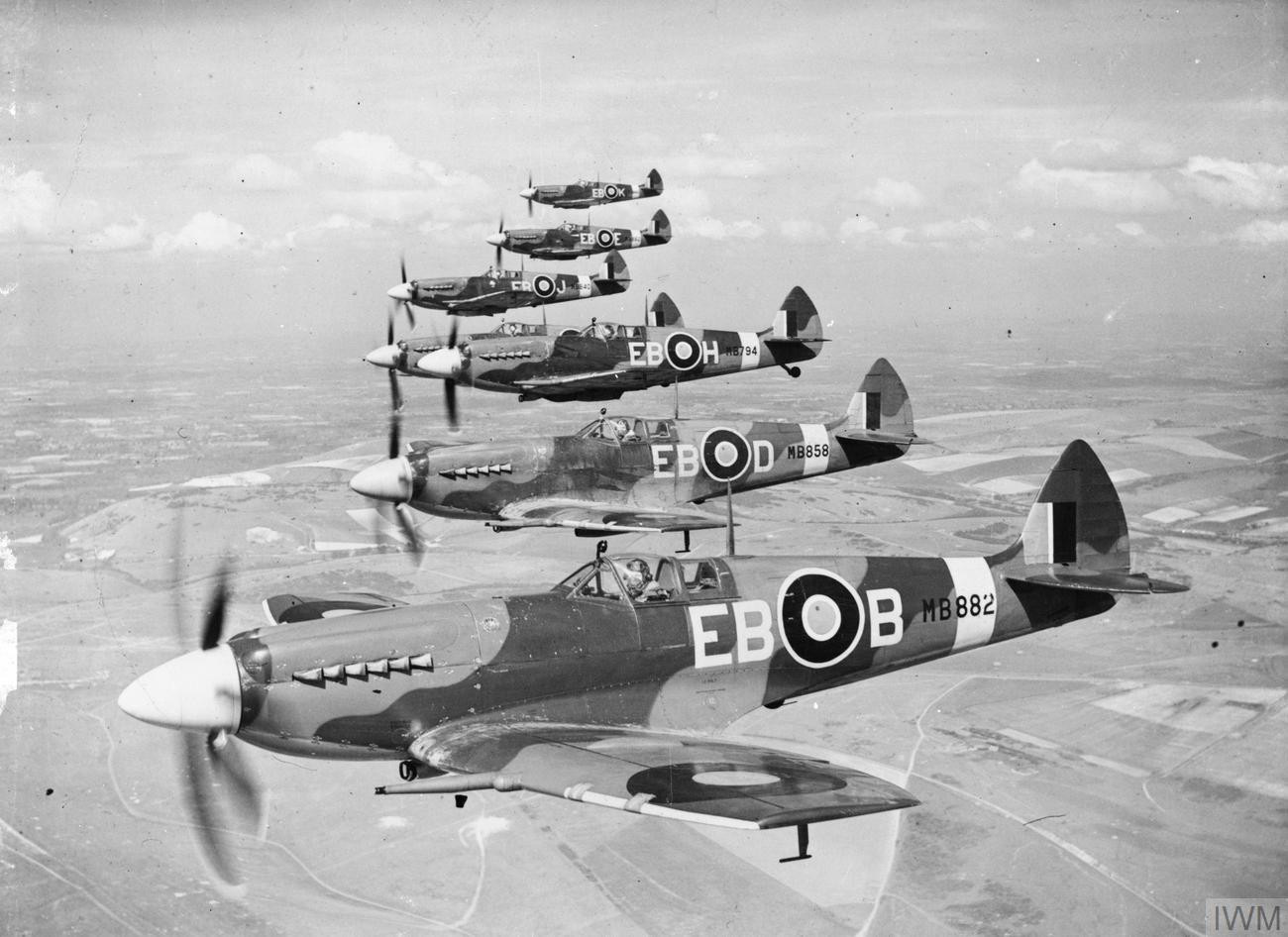
Patrulla de Spitfires sobrevolando Gran Bretaña.

Paralelamente al inicio de la ofensiva aérea de 1941 montada por el Comando de Caza, la Luftwaffe comenzó una campaña de bombardeo nocturno contra ciudades y blancos industriales de Gran Bretaña, por lo que el Comando de Caza abordó la difícil misión de defender los cielos británicos durante las noches. El Bristol Beaufighter se convirtió en el principal caza nocturno, y equipado con un radar aerotransportado demostró ser aún más efectivo contra los bombarderos enemigos. Además, el sistema de guiado terrestre que tan buenos resultados había dado en 1940, estaba ahora guiando a los cazas nocturno hacia sus blancos por lo que la defensa aérea nocturna de Gran Bretaña demostró ser muy eficiente derribando un número cada vez mayor de aviones alemanes (las pérdidas de la Luftwaffe aumentaron de 28 aviones en enero a 124 en mayo). Debido a la inminente invasión la Unión Soviética, gran parte del poder aéreo de la Luftwaffe se trasladó hacia el este, dando por terminada la ofensiva aérea nocturna en mayo de 1941 con el Comando de Caza con el control indiscutido del cielo nocturno sobre Gran Bretaña. Esto iba a permanecer invariable hasta el fin de la guerra.
La difícil tarea de ir desgastando a la Luftwaffe continuó lentamente en 1942 y 1943. La naturaleza amplia que fue tomando la guerra (la apertura de numerosos frentes de combate: África, Medio Oriente, India) obligó al comando de caza a trasladar a muchos de sus experimentados pilotos a otros teatros de operaciones, dejando al Grupo N.º 11 luchando contra los grupos de caza de la Luftwaffe. Los escuadrones del Grupo Nº11 pronto se vieron involucrados en cansadoras patrullas defensivas debido a que pequeñas formaciones de Fw 190 comenzaron a realizar misiones del tipo hit and run (golpear y correr) en toda la costa sur de Gran Bretaña, aunque la nueva adquisición del comando de caza, el Hawker Typhoon demostró ser capaz de alcanzar a las interdicciones de los cazabombarderos alemanes. La mayor batalla ofensiva tuvo lugar sobre los cielos de Dieppe cuando en agosto de 1942 tuvo lugar un ataque comando de los aliados. La Luftwaffe y la RAF entablaron numerosos combates sobre la ciudad francesa y la RAF salió victoriosa ya que previno el ataque aéreo a la fuerza anfibia. A pesar de las declaraciones hechas en ese momento de que los alemanes habían perdido más aviones que los británicos (106 victorias fueron reclamadas por la RAF), análisis de la posguerra demuestra que fueron derribados 88 Spitfire contra la pérdida de tan solo 23 cazas de la Luftwaffe.
Las estadísticas de 1942 reclaman 560 victorias para los británicos (272 eran cazas alemanes) contra 574 cazas diurnos de la RAF derribados por los alemanes.
En la segunda mitad del año 1942 arribó al Reino Unido la 8.ª. Fuerza Aérea de la USAAF (Fuerza Aérea del Ejército de los Estados Unidos) y sus bombardeos diurnos fueron escoltados por los cazas del Comando de Caza. Hasta que los grupos de cazas P-47 Thunderbolt de la USAAF estuvieron operacionales en mayo de 1943, los Spitfire del comando realizaron la vital misión de proteger el cada vez mayor número de bombarderos B-17 Flying Fortress y B-24 Liberator operando sobre la Europa ocupada. Sin embargo, el corto alcance operacional del Spitfire significó que aquella protección estuviese limitada al canal y a la costa europea.
En 1943, el más notable evento fue uno administrativo: el Comando de Caza fue dividido entre el Air Defence of Great Britain (Defensa Aérea de Gran Bretaña) y la 2.ª. Fuerza Aérea Táctica. Como el nombre del primero lo sugiere, su principal objetivo era defender a Gran Bretaña de los ataques, mientras que el objetivo del segundo era apoyar las fuerzas invasoras luego de una eventual invasión a la Europa continental.

## Invasión de Europa
1944 fue el año en el que el Comando de la Defensa Aérea de Gran Bretaña tuvo que hacer su mayor esfuerzo. El 6 de junio de 1944 fue lanzada la invasión a Francia (nombre en código: Operación Overlord). Los cazas de la RAF sobrevolaban constantemente el área de batalla y, junto con sus homólogos estadounidenses, eliminaban toda oposición de la Luftwaffe. Además, los cazas también apoyaron a las tropas en tierra ametrallando posiciones enemigas y transportes.
Durante la segunda mitad de 1944, iba a tener lugar la última y más difícil prueba de la guerra para el Comando de Caza (volvió a tener su mismo nombre en octubre de 1944). Los alemanes comenzaron una ofensiva aérea contra blancos civiles de Gran Bretaña lanzando masivamente los primeros misiles de crucero desde Bélgica y el norte de Francia. Las V-1 fueron el mayor desafío para las defensas aéreas. Eran pequeñas y por lo tanto difíciles de encontrar, tanto visualmente como por radar (aunque de noche el escape de su motor facilitaba su localización). También eran muy rápidas, por lo que solo los cazas más rápidos de la RAF podían alcanzarlas y derribarlas. Los aviones que tuvieron más éxito en combatirlas fueron los Hawker Tempest y de Havilland Mosquito, aunque el nuevo avión de reacción Gloster Meteor también derribó unas cuantas V-1.[cita requerida]
Entre 1939 y 1945 (la Segunda Guerra Mundial), el Mando de Caza de la RAF tuvo 3.690 pilotos muertos o desaparecidos, 1.215 heridos y 601 fueron hechos prisioneros. Perdió 4.790 aviones.

## Guerra Fría

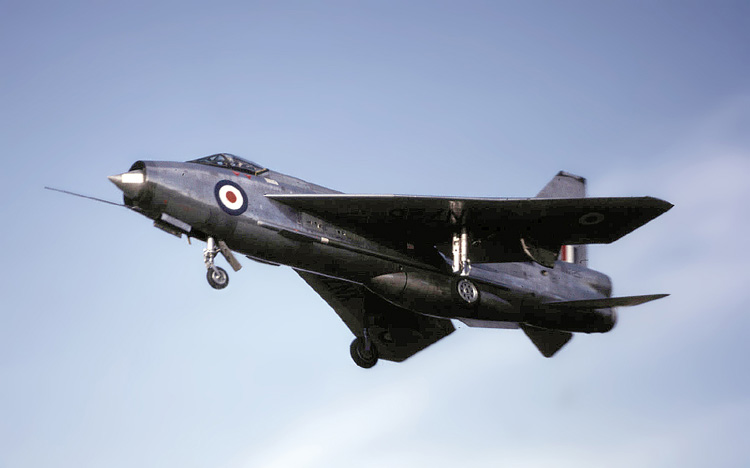
English Electric Lightning en vuelo.

Después de la Segunda Guerra Mundial, la misión del Comando de Caza seguía siendo la de proteger Gran Bretaña de ataques aéreos. Sin embargo, sus blancos cambiaron de nacionalidad, de Alemania a la Unión Soviética. Durante toda la Guerra Fría, la hipótesis de bombarderos soviéticos atacando el Reino Unido fue muy temida.
Después de 1949, los bombarderos soviéticos podían cargar bombas nucleares por lo que su intercepción era crucial si el  Reino Unido debía ser salvado durante una guerra. Una larga sucesión de aviones caza entraron en servicio en el Comando de Caza durante la década de 1950 y la de 1960. Particularmente notables fueron el Hawker Hunter y el English Electric Lightning. Este último fue el único avión supersónico completamente británico que se diseñó y construyó en serie.

## Strike Command
A fines de la década de 1960, los tres comandos de la RAF, el Comando de caza, el Comando de Bombardeo y el Comando Costero, que habían sido conformados en 1936 para ayudar a expandir a la RAF estaban quedando obsoletos debido a la relativa pequeñez de la RAF, por lo que el Comando de caza y el de bombardeo fueron unidos para formar el Comando de Ataque o Strike Command en 1968, cada uno formando un grupo dentro del nuevo comando.